# Praterie e boscaglie montane

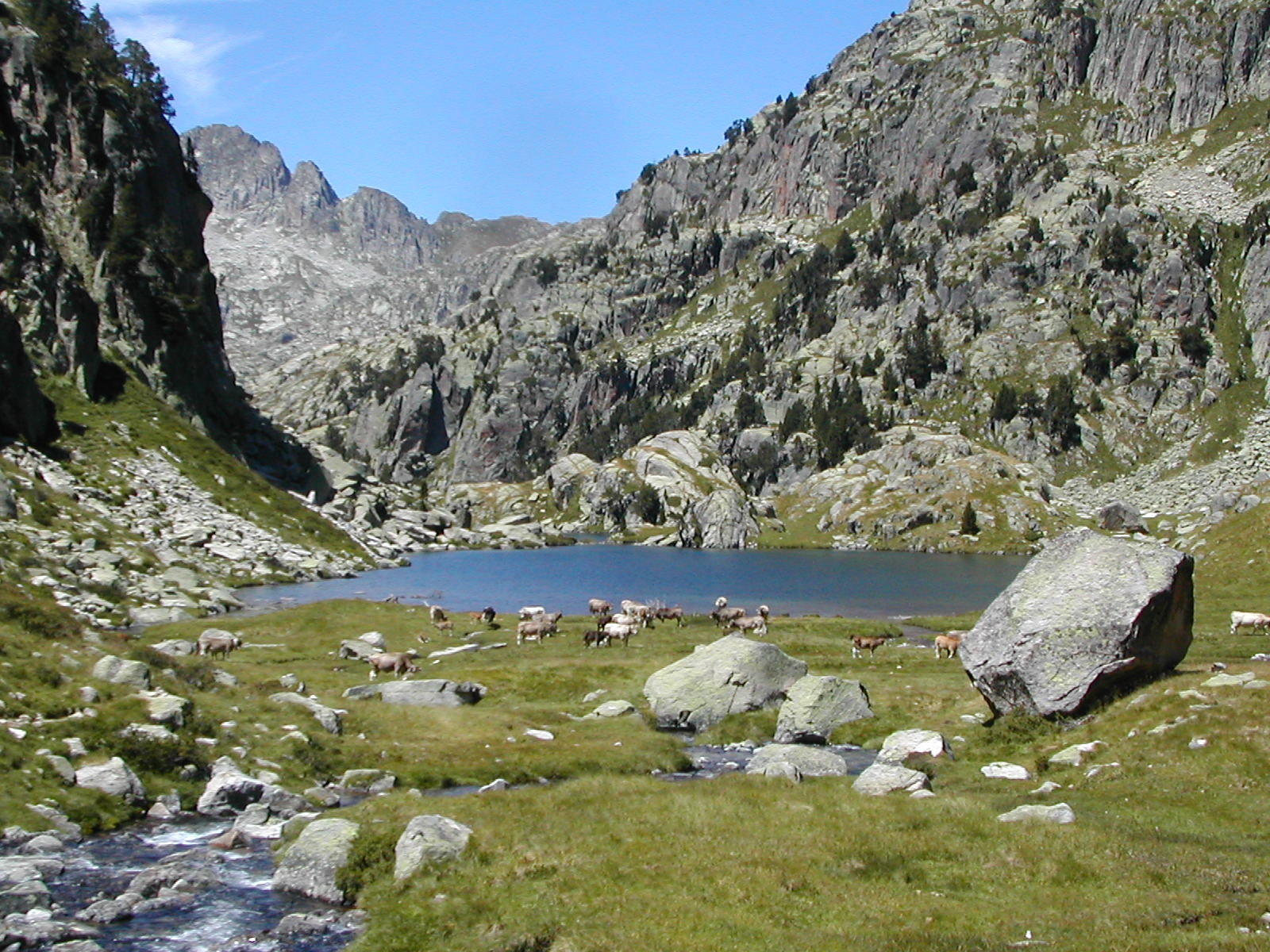
Praterie alpine sui Pirenei

Distribuzione del bioma

Il WWF classifica come uno dei quattordici biomi terrestri  le praterie e boscaglie montane comprendenti pascoli e arbusti di altitudine (montani, subalpini e alpini) sparsi in tutto il mondo.
In regioni montane di varie parti del mondo, le praterie e le boscaglie montane situate al di sopra della linea degli alberi sono comunemente conosciute come tundra alpina. Al di sotto della linea di alberi ci sono le  praterie e boscaglie montane subalpine. Le foreste subalpine "striminzite" o "nane" (stunted) sono note come krummholz, e si trovano al di sotto della linea degli alberi, dove le condizioni rigide, battute dal vento e i suoli poveri fanno sì che si sviluppino foreste nane o "contorte" costituite da alberi in lenta crescita.

## Distribuzione
Le zone più estese di praterie e boscaglie montane si trovano nel Páramo Neotropicale delle Ande. Questo bioma esiste anche nelle montagne dell'Africa centrale e orientale, nel Monte Kinabalu (nel Borneo), nelle altitudini più elevate dei Ghati Occidentali (nell'India meridionale) e negli altopiani centrali della Nuova Guinea.
Laddove le condizioni sono più secche, si trovano pascoli montani, savane e terreni boschivi (come nell'Acrocoro Etiopico) e nelle steppe montane (come quelle dell'Altopiano Tibetano).

## Flora
Le praterie e boscaglie montane, in modo particolare nelle regioni subtropicali e tropicali, spesso evolute come isole virtuali, sono separate da altre zone montane da regioni più calde di altitudine meno elevata, e sono di frequente la dimora di molte piante tipiche ed endemiche che si evolvono in risposta al clima freddo e umido, e all'abbondante luce del sole tropicale. Le piante caratteristiche di questi habitat mostrano adattamenti come strutture a rosetta, superfici ceree e foglie villose. Una caratteristica unica di molte regioni montane tropicali è la presenza di piante con rosetta gigante di famiglie variegate, come Lobelia (afrotropicale), Puya (neotropicale), Cyathea (Nuova Guinea), e Argyroxiphium (Hawaii).

## Ecoregioni
Secondo la classificazione del World Wildlife Fund (WWF) il bioma comprende le seguenti ecoregioni terrestri:
| Ecozona       | Ecoregione                                                                | Codice WWF | Paesi                                            |
| ------------- | ------------------------------------------------------------------------- | ---------- | ------------------------------------------------ |
| Afrotropicale | Mosaico montano di foreste-praterie dell'Angola                           | AT1001     | Angola                                           |
| Afrotropicale | Savana e boscaglie della scarpata angolana                                | AT1002     | Angola                                           |
| Afrotropicale | Praterie e boscaglie altimontane dei monti dei Draghi                     | AT1003     | Lesotho, Sudafrica                               |
| Afrotropicale | Praterie montane dei monti dei Draghi                                     | AT1004     | Lesotho, Sudafrica, Swaziland                    |
| Afrotropicale | Brughiere montane dell'Africa Orientale                                   | AT1005     | Kenya, Tanzania, Uganda                          |
| Afrotropicale | Mosaico montano di foreste-praterie dello Zimbabwe orientale              | AT1006     | Mozambico, Zimbabwe                              |
| Afrotropicale | Praterie e boscaglie montane dell'Etiopia                                 | AT1007     | Eritrea, Etiopia, Sudan                          |
| Afrotropicale | Brughiere montane dell'Etiopia                                            | AT1008     | Etiopia                                          |
| Afrotropicale | Praterie dell'Alto Veld                                                   | AT1009     | Lesotho, Sudafrica                               |
| Afrotropicale | Mosaico di foreste-praterie dell'Altopiano di Jos                         | AT1010     | Nigeria                                          |
| Afrotropicale | Macchia ericoide del Madagascar                                           | AT1011     | Madagascar                                       |
| Afrotropicale | Macchia del Maputaland-Pondoland                                          | AT1012     | Sudafrica                                        |
| Afrotropicale | Brughiere montane dei monti Ruwenzori-Virunga                             | AT1013     | Repubblica Democratica del Congo, Ruanda, Uganda |
| Afrotropicale | Mosaico montano di foreste-praterie del Malawi meridionale                | AT1014     | Malawi                                           |
| Afrotropicale | Mosaico montano di foreste-praterie del Rift meridionale                  | AT1015     | Malawi, Mozambico, Tanzania, Zambia              |
| Australasiana | Praterie montane delle Alpi Australiane                                   | AA1001     | Australia                                        |
| Australasiana | Praterie subalpine della Catena Centrale                                  | AA1002     | Indonesia, Papua Nuova Guinea                    |
| Australasiana | Praterie montane dell'Isola del Sud                                       | AA1003     | Nuova Zelanda                                    |
| Indomalese    | Prati alpini del monte Kinabalu                                           | AT1001     | Malaysia                                         |
| Neotropicale  | Puna secca delle Ande Centrali                                            | NT1001     | Argentina, Bolivia, Cile                         |
| Neotropicale  | Puna delle Ande Centrali                                                  | NT1002     | Argentina, Bolivia, Perù                         |
| Neotropicale  | Puna umida delle Ande Centrali                                            | NT1003     | Bolivia, Perù                                    |
| Neotropicale  | Páramo della Cordigliera Centrale                                         | NT1004     | Ecuador, Perù                                    |
| Neotropicale  | Páramo della Cordillera di Merida                                         | NT1005     | Venezuela                                        |
| Neotropicale  | Páramo delle Ande settentrionali                                          | NT1006     | Colombia, Ecuador                                |
| Neotropicale  | Páramo di Santa Marta                                                     | NT1007     | Colombia                                         |
| Neotropicale  | Steppa andina meridionale                                                 | NT1008     | Argentina, Cile                                  |
| Neotropicale  | Zacatonal                                                                 | NT1009     | Messico                                          |
| Paleartica    | Prati alpini e tundra dell'Altai                                          | PA1001     | Cina, Kazakistan, Mongolia, Russia               |
| Paleartica    | Steppa alpina dell'altopiano centrale del Tibet                           | PA1002     | Cina, India                                      |
| Paleartica    | Prati e arbusteti alpini dell'Himalaya orientale                          | PA1003     | Bhutan, Birmania, Cina, India, Nepal             |
| Paleartica    | Prati alpini del Ghorat-Hazarajat                                         | PA1004     | Afghanistan                                      |
| Paleartica    | Prati alpini dell'Hindu Kush                                              | PA1005     | Afghanistan, Pakistan                            |
| Paleartica    | Steppe alpine del Karakorum-altopiano del Tibet occidentale               | PA1006     | Afghanistan, Cina, India, Pakistan               |
| Paleartica    | Prati alpini dei monti Khangai                                            | PA1007     | Mongolia                                         |
| Paleartica    | Steppa alberata e boscaglie del Kopet Dag                                 | PA1008     | Iran, Turkmenistan                               |
| Paleartica    | Boscaglie montane del Kuh Rud e dell'Iran orientale                       | PA1009     | Iran, Pakistan                                   |
| Paleartica    | Steppa a ginepro mediterranea dell'Alto Atlante                           | PA1010     | Marocco                                          |
| Paleartica    | Deserto alpino dell'altopiano del Tibet settentrionale e dei monti Kunlun | PA1011     | Cina                                             |
| Paleartica    | Arbusteti e prati alpini dell'Himalaya nord-occidentale                   | PA1012     | Afghanistan, Cina, India, Pakistan               |
| Paleartica    | Steppa dell'altopiano di Ordos                                            | PA1013     | Cina                                             |
| Paleartica    | Deserto alpino e tundra del Pamir                                         | PA1014     | Afghanistan, Cina, Kirghizistan, Tagikistan      |
| Paleartica    | Prati subalpini dei monti Qilian                                          | PA1015     | Cina                                             |
| Paleartica    | Prati alpini e tundra dei Saiani                                          | PA1016     | Mongolia, Russia                                 |
| Paleartica    | Arbusteti e prati del Tibet sud-orientale                                 | PA1017     | Cina                                             |
| Paleartica    | Prati alpini dei monti Sulaiman                                           | PA1018     | Cina                                             |
| Paleartica    | Prati e steppa montana del Tien Shan                                      | PA1019     | Afghanistan, Kirghizistan, Pakistan              |
| Paleartica    | Prati e arbusteti alpini dell'altopiano del Tibet                         | PA1020     | Cina                                             |
| Paleartica    | Prati e arbusteti alpini dell'Himalaya occidentale                        | PA1021     | Cina, India, Nepal                               |
| Paleartica    | Steppa arida dello Yarlung Zambo                                          | PA1022     | Cina                                             |